# Victor Peicov
Victor Peicov (16 de octubre de 1965) es un deportista moldavo que compitió en lucha libre. Ganó una medalla de plata en el Campeonato Mundial de Lucha de 1994 y una medalla de bronce en el Campeonato Europeo de Lucha de 1993.
Participó en los Juegos Olímpicos de Atlanta 1996, ocupando el séptimo lugar en la categoría de 74 kg.

## Palmarés internacional
| Campeonato Mundial | Campeonato Mundial | Campeonato Mundial | Campeonato Mundial |
| Año                | Lugar              | Medalla            | Categoría          |
| ------------------ | ------------------ | ------------------ | ------------------ |
| 1994               | Estambul (Turquía) | Medalla de plata   | 74 kg              |
| Campeonato Europeo |                    |                    |                    |
| Año                | Lugar              | Medalla            | Categoría          |
| 1993               | Estambul (Turquía) | Medalla de bronce  | 74 kg              |